# Pannaria insularis
Pannaria insularis är en lavart som beskrevs av P. M. Jørg. & Kashiw. Pannaria insularis ingår i släktet Pannaria och familjen Pannariaceae.   Inga underarter finns listade i Catalogue of Life.